# Montclard
Pour les articles ayant des titres homophones, voir monclar et montclar.
Montclard est une commune française située dans le département de la Haute-Loire en région Auvergne-Rhône-Alpes. La commune ne comporte pas vraiment de village, c'est plutôt un ensemble de hameaux. Celui de Montclard était autrefois le plus grand et peut être considéré comme village car possédant une église paroissiale, mais il s'est désertifié au fil du temps. Situé au fond d'une vallée au bout d'une route sans autre issue, on y trouve encore l'ancienne mairie et l'ancienne école, mais c'est surtout l'église à clocher-peigne qui est d'intérêt. Saint Clair, patron de la paroisse, y est fêté chaque dernier dimanche de septembre. La mairie est actuellement située au hameau de Trabesson. Essentiellement couverte de forêts, la commune est un lieu privilégié pour les activités de pleine nature.

## Géographie

### Localisation
La commune de Montclard se trouve dans le département de la Haute-Loire, en région Auvergne-Rhône-Alpes.
Elle se situe à 55 km par la route du Puy-en-Velay, préfecture du département, à 23 km de Brioude, sous-préfecture, et à 22 km de Mazeyrat-d'Allier, bureau centralisateur du canton du Pays de Lafayette dont dépend la commune depuis 2015 pour les élections départementales.
Les communes les plus proches sont : Saint-Préjet-Armandon (2,4 km), Berbezit (3,0 km), Vals-le-Chastel (3,5 km), Saint-Didier-sur-Doulon (4,2 km), Collat (4,5 km), Domeyrat (5,4 km), Frugières-le-Pin (6,0 km), Chassagnes (6,3 km).
| Saint-Didier-sur-Doulon | Berbezit  | Connangles            |
| Vals-le-Chastel         | Montclard | Saint-Pal-de-Senouire |
| Saint-Préjet-Armandon   |           | Collat                |

### Climat
Pour des articles plus généraux, voir Climat d'Auvergne-Rhône-Alpes et Climat de la Haute-Loire.
En 2010, le climat de la commune est de type climat des marges montargnardes, selon une étude du Centre national de la recherche scientifique s'appuyant sur une série de données couvrant la période 1971-2000. En 2020, Météo-France publie une typologie des climats de la France métropolitaine dans laquelle la commune est exposée à un climat de montagne ou de marges de montagne et est dans la région climatique Nord-est du Massif Central, caractérisée par une pluviométrie annuelle de 800 à 1 200 mm, bien répartie dans l’année.
Pour la période 1971-2000, la température annuelle moyenne est de 8,5 °C, avec une amplitude thermique annuelle de 15,7 °C. Le cumul annuel moyen de précipitations est de 880 mm, avec 10,1 jours de précipitations en janvier et 6,9 jours en juillet. Pour la période 1991-2020, la température moyenne annuelle observée sur la station météorologique de Météo-France la plus proche, « Saint Didier sur Doulon », sur la commune de Saint-Didier-sur-Doulon à 6 km à vol d'oiseau, est de 10,7 °C et le cumul annuel moyen de précipitations est de 813,8 mm,. Pour l'avenir, les paramètres climatiques de la commune estimés pour 2050 selon différents scénarios d'émission de gaz à effet de serre sont consultables sur un site dédié publié par Météo-France en novembre 2022.

## Urbanisme

### Typologie
Au 1er janvier 2024, Montclard est catégorisée commune rurale à habitat très dispersé, selon la nouvelle grille communale de densité à sept niveaux définie par l'Insee en 2022.
Elle est située hors unité urbaine et hors attraction des villes,.

### Occupation des sols
L'occupation des sols de la commune, telle qu'elle ressort de la base de données européenne d’occupation biophysique des sols Corine Land Cover (CLC), est marquée par l'importance des forêts et milieux semi-naturels (85,3 % en 2018), une proportion sensiblement équivalente à celle de 1990 (85,1 %). La répartition détaillée en 2018 est la suivante : forêts (85,3 %), prairies (9,2 %), zones agricoles hétérogènes (5,5 %). L'évolution de l’occupation des sols de la commune et de ses infrastructures peut être observée sur les différentes représentations cartographiques du territoire : la carte de Cassini (XVIIIe siècle), la carte d'état-major (1820-1866) et les cartes ou photos aériennes de l'IGN pour la période actuelle (1950 à aujourd'hui).

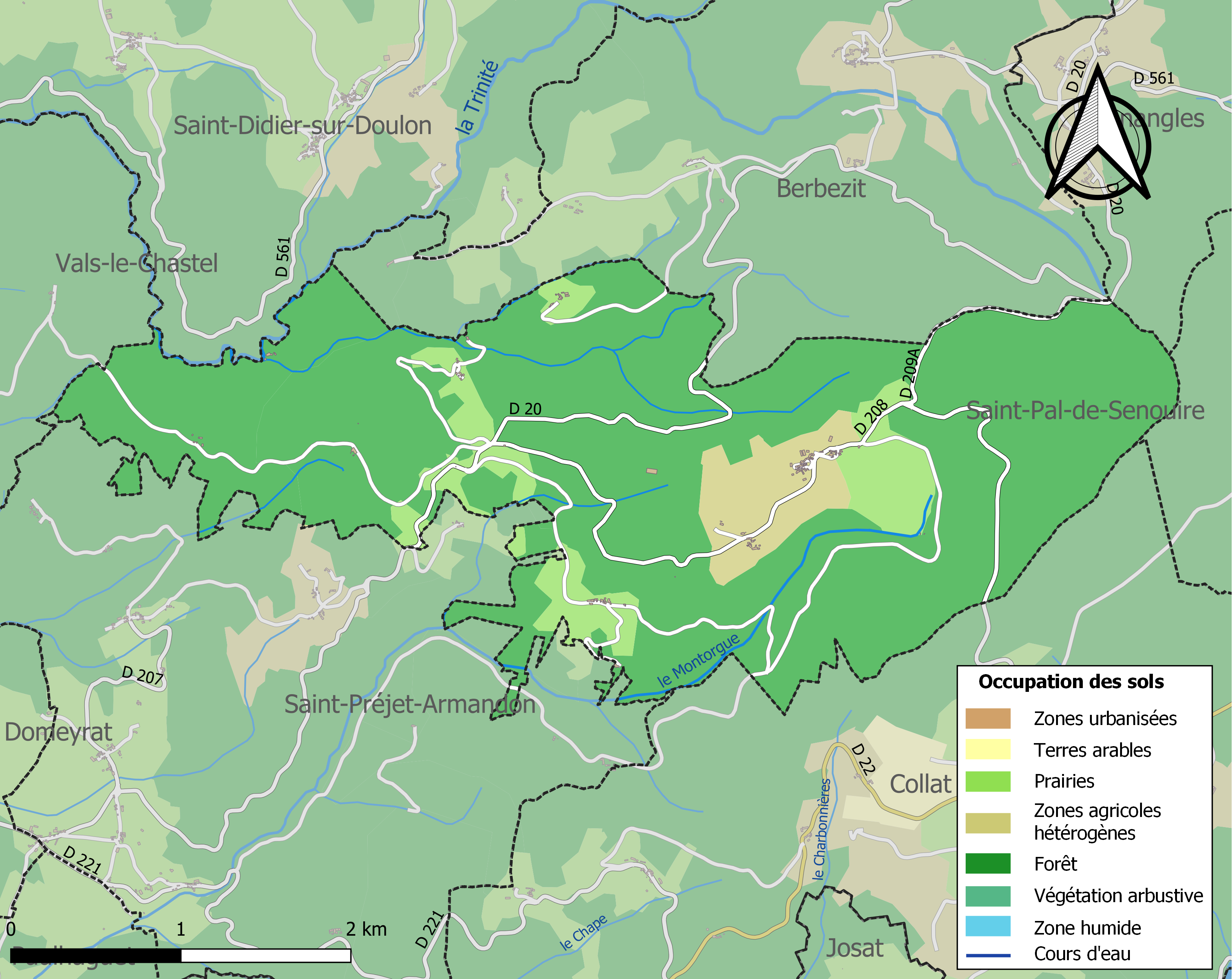
Carte des infrastructures et de l'occupation des sols de la commune en 2018 (CLC).

### Habitat et logement
En 2018, le nombre total de logements dans la commune était de 38, alors qu'il était de 37 en 2013 et de 38 en 2008.
Parmi ces logements, 57,9 % étaient des résidences principales, 10,5 % des résidences secondaires et 31,6 % des logements vacants. Ces logements étaient pour 100 % d'entre eux des maisons individuelles et pour 0 % des appartements.
Le tableau ci-dessous présente la typologie des logements à Montclard en 2018 en comparaison avec celle de la Haute-Loire et de la France entière. Une caractéristique marquante du parc de logements est ainsi une proportion de résidences secondaires et logements occasionnels (10,5 %) inférieure à celle du département (16,1 %) mais supérieure à celle de la France entière (9,7 %). Concernant le statut d'occupation de ces logements, 100 % des habitants de la commune sont propriétaires de leur logement (100 % en 2013), contre 70 % pour la Haute-Loire et 57,5 pour la France entière.
| Typologie                                               | Montclard | Haute-Loire | France entière |
| ------------------------------------------------------- | --------- | ----------- | -------------- |
| Résidences principales (en %)                           | 57,9      | 71,5        | 82,1           |
| Résidences secondaires et logements occasionnels (en %) | 10,5      | 16,1        | 9,7            |
| Logements vacants (en %)                                | 31,6      | 12,4        | 8,2            |

## Politique et administration

### Découpage territorial
La commune de Montclard est membre de la communauté de communes des Rives du Haut Allier, un établissement public de coopération intercommunale (EPCI) à fiscalité propre créé le 27 décembre 2016 dont le siège est à Langeac. Ce dernier est par ailleurs membre d'autres groupements intercommunaux.
Sur le plan administratif, elle est rattachée à l'arrondissement de Brioude, au département de la Haute-Loire, en tant que circonscription administrative de l'État, et à la région Auvergne-Rhône-Alpes.
Sur le plan électoral, elle dépend du canton du Pays de Lafayette pour l'élection des conseillers départementaux, depuis le redécoupage cantonal de 2014 entré en vigueur en 2015, et de la deuxième circonscription de la Haute-Loire   pour les élections législatives, depuis le redécoupage électoral de 1986.

### Liste des maires
| Période                                  | Période  | Identité        | Étiquette | Qualité |
| ---------------------------------------- | -------- | --------------- | --------- | ------- |
| Les données manquantes sont à compléter. |          |                 |           |         |
| mars 2001                                | 2020     | Bernard Monatte | DVD       |         |
| 2020                                     | En cours | Nicolas Vigier  |           |         |

## Population et société

### Démographie

#### Évolution démographique
L'évolution du nombre d'habitants est connue à travers les recensements de la population effectués dans la commune depuis 1793. Pour les communes de moins de 10 000 habitants, une enquête de recensement portant sur toute la population est réalisée tous les cinq ans, les populations de référence des années intermédiaires étant quant à elles estimées par interpolation ou extrapolation. Pour la commune, le premier recensement exhaustif entrant dans le cadre du nouveau dispositif a été réalisé en 2007.

En 2022, la commune comptait 53 habitants, en évolution de −5,36 % par rapport à 2016 (Haute-Loire : +0,36 %, France hors Mayotte : +2,11 %).
| 1793 | 1800 | 1806 | 1821 | 1831 | 1836 | 1841 | 1846 | 1851 |
| ---- | ---- | ---- | ---- | ---- | ---- | ---- | ---- | ---- |
| 412  | 371  | 445  | 380  | 420  | 479  | 514  | 416  | 361  |

| 1856 | 1861 | 1866 | 1872 | 1876 | 1881 | 1886 | 1891 | 1896 |
| ---- | ---- | ---- | ---- | ---- | ---- | ---- | ---- | ---- |
| 353  | 356  | 380  | 364  | 371  | 293  | 249  | 258  | 223  |

| 1901 | 1906 | 1911 | 1921 | 1926 | 1931 | 1936 | 1946 | 1954 |
| ---- | ---- | ---- | ---- | ---- | ---- | ---- | ---- | ---- |
| 202  | 207  | 190  | 171  | 150  | 157  | 123  | 94   | 86   |

| 1962 | 1968 | 1975 | 1982 | 1990 | 1999 | 2006 | 2007 | 2012 |
| ---- | ---- | ---- | ---- | ---- | ---- | ---- | ---- | ---- |
| 67   | 67   | 70   | 67   | 67   | 65   | 62   | 62   | 62   |

| 2017 | 2022 | - | - | - | - | - | - | - |
| ---- | ---- | - | - | - | - | - | - | - |
| 55   | 53   | - | - | - | - | - | - | - |

#### Pyramide des âges
La population de la commune est relativement jeune.
En 2018, le taux de personnes d'un âge inférieur à 30 ans s'élève à 30,9 %, soit en dessous de la moyenne départementale (31 %). À l'inverse, le taux de personnes d'âge supérieur à 60 ans est de 27,3 % la même année, alors qu'il est de 31,1 % au niveau départemental.
En 2018, la commune comptait 27 hommes pour 28 femmes, soit un taux de 50,91 % de femmes, légèrement supérieur au taux départemental (50,87 %).
Les pyramides des âges de la commune et du département s'établissent comme suit.
| Hommes | Classe d’âge | Femmes |
| ------ | ------------ | ------ |
| 3,7    | 90 ou +      | 0,0    |
| 3,7    | 75-89 ans    | 7,1    |
| 18,5   | 60-74 ans    | 21,4   |
| 22,2   | 45-59 ans    | 21,4   |
| 22,2   | 30-44 ans    | 17,9   |
| 22,2   | 15-29 ans    | 10,7   |
| 7,4    | 0-14 ans     | 21,4   |

| Hommes | Classe d’âge | Femmes |
| ------ | ------------ | ------ |
| 0,9    | 90 ou +      | 2,5    |
| 8,4    | 75-89 ans    | 11,7   |
| 20,4   | 60-74 ans    | 20,5   |
| 21,3   | 45-59 ans    | 20,3   |
| 16,8   | 30-44 ans    | 16,3   |
| 15,2   | 15-29 ans    | 13,2   |
| 17     | 0-14 ans     | 15,6   |

## Économie

### Emploi
| Division       | 2008  | 2013  | 2018   |
| -------------- | ----- | ----- | ------ |
| Commune        | 5,6 % | 2,4 % | 11,4 % |
| Département    | 6,3 % | 7,7 % | 7,7 %  |
| France entière | 8,3 % | 10 %  | 10 %   |

En 2018, la population âgée de 15 à 64 ans s'élève à 35 personnes, parmi lesquelles on compte 77,1 % d'actifs (65,7 % ayant un emploi et 11,4 % de chômeurs) et 22,9 % d'inactifs,. En  2018, le taux de chômage communal (au sens du recensement) des 15-64 ans est supérieur à celui du département et de la France, alors qu'en 2008 la situation était inverse.
La commune est hors attraction des villes,. Elle compte 9 emplois en 2018, contre 8 en 2013 et 13 en 2008. Le nombre d'actifs ayant un emploi résidant dans la commune est de 24, soit un indicateur de concentration d'emploi de 37,5 % et un taux d'activité parmi les 15 ans ou plus de 59,6 %.
Sur ces 24 actifs de 15 ans ou plus ayant un emploi, 8 travaillent dans la commune, soit 33 % des habitants. Pour se rendre au travail, 75 % des habitants utilisent un véhicule personnel ou de fonction à quatre roues, 12,5 % s'y rendent en deux-roues, à vélo ou à pied et 12,5 % n'ont pas besoin de transport (travail au domicile).

## Culture locale et patrimoine

### Lieux et monuments
- Église Saint-Clair à Montclard

De plan rectangulaire avec un transept et un toit à deux pans, cette église récente (XIXe siècle) doit son originalité à son clocher-peigne à trois baies, deux cloches y sont suspendues. La symétrie de façade est allégée côté est par une tourelle qui abrite l'escalier d'accès au toit et au clocher. L'édifice est orienté nord-sud, façade tournée au midi vers le ruisseau de Montclard tout proche et le village situé plus haut à quelques centaines de mètres. Sur un mur, une plaque porte cette inscription : CONSTRUCTION / du 1er avril 1875 / AU / 1er avril 1875 / J.P. VIALLET Curé. / André FOUILLOUX Maire. / Jean MOMBORD Adjoint. / Francois MAMBON Entrepr. Le cimetière est séparé de l'église par le chemin d'accès qui s'arrête ici, c'est aussi la fin de la route qui descend au hameau depuis le col de Montclard.

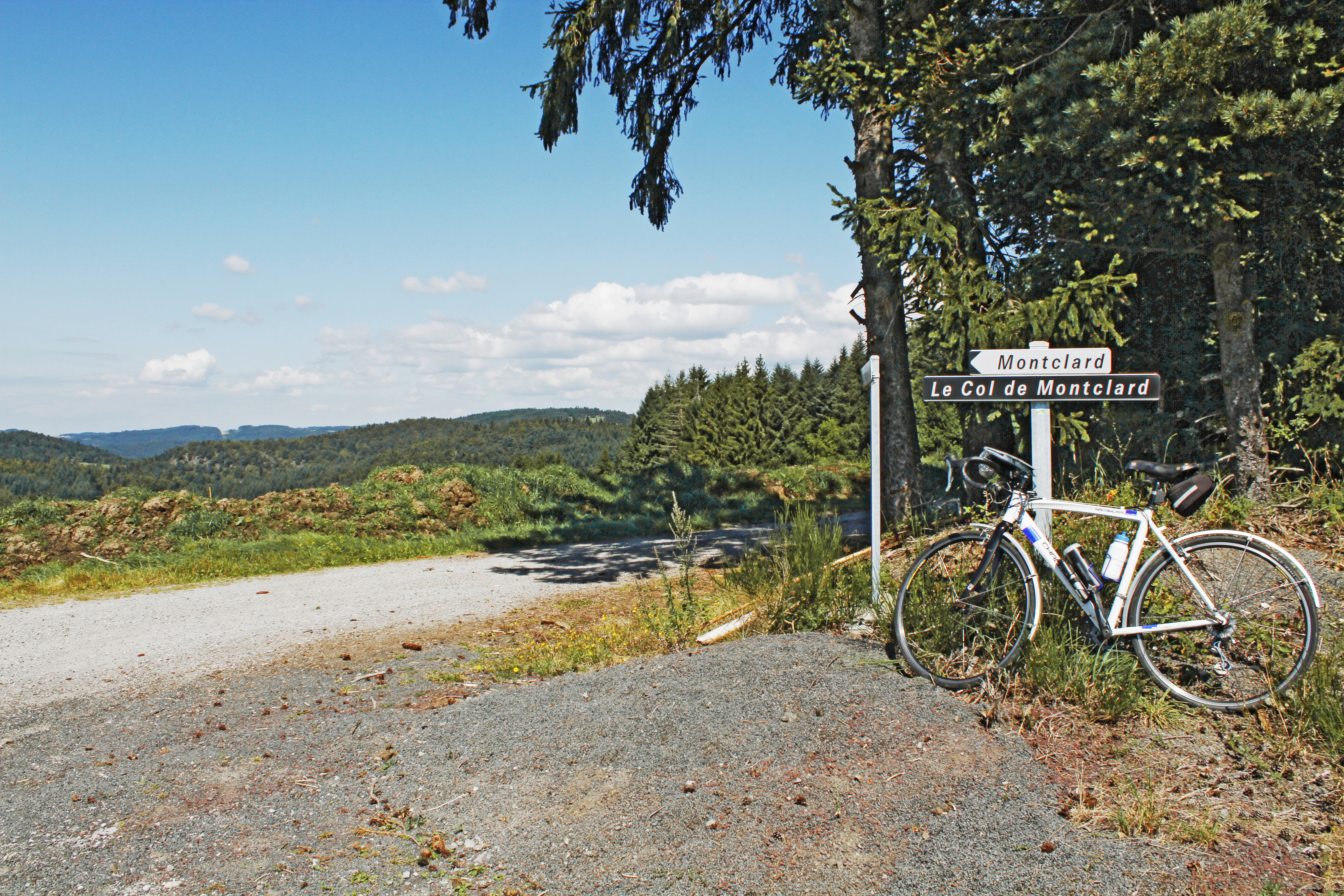
Col de Montclard, situé à 860 m
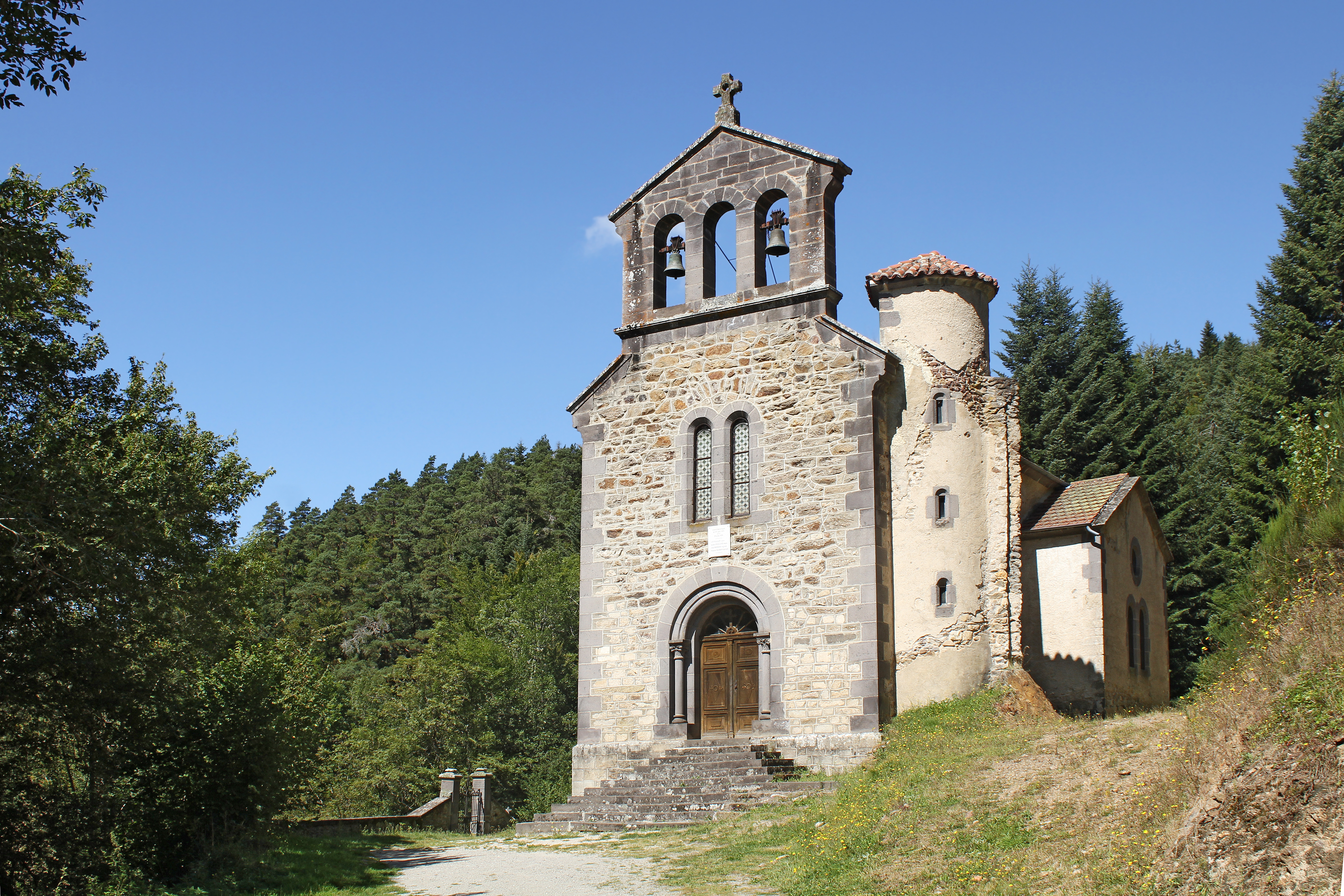
Façade de l'église
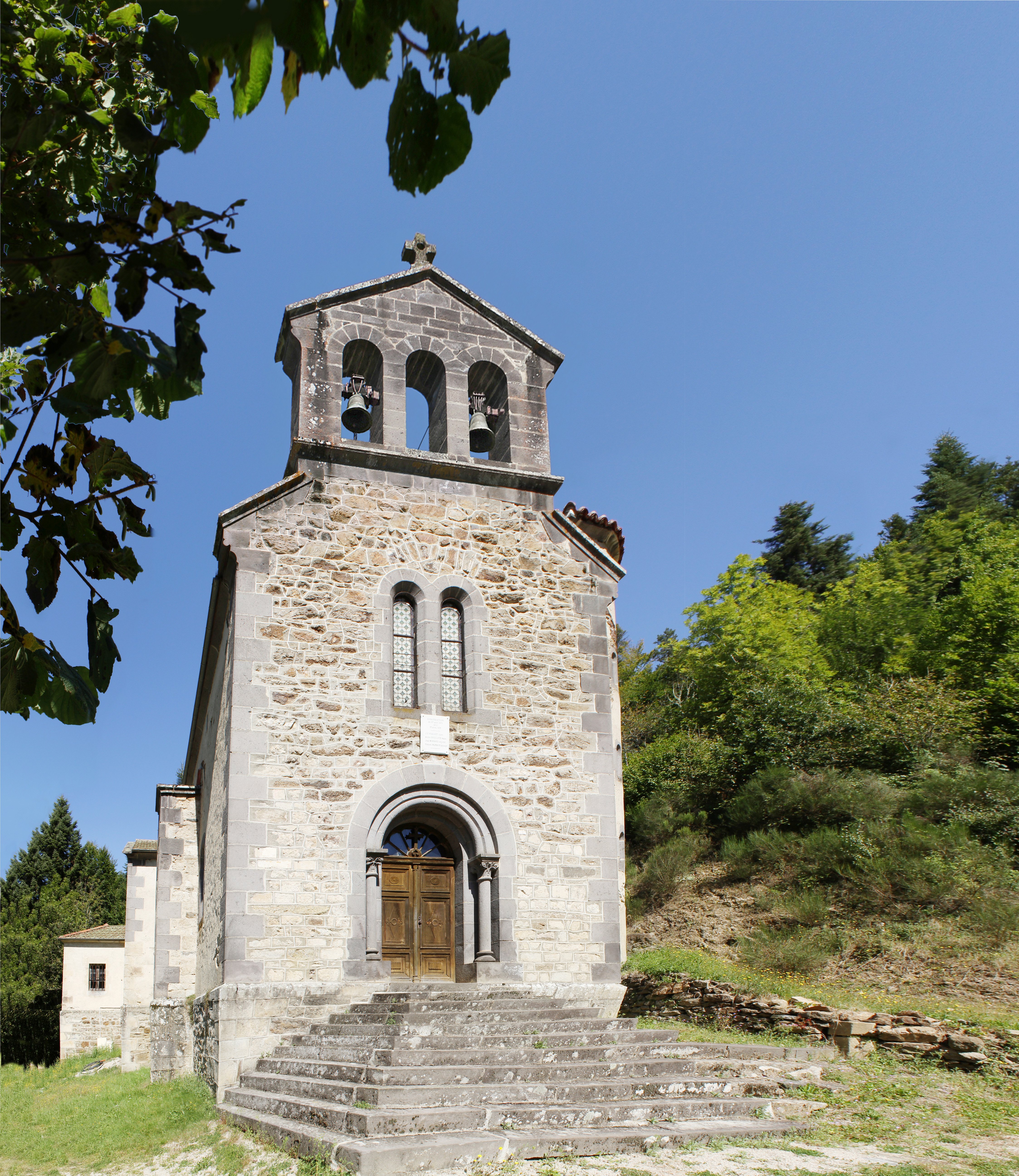
Façade de l'église
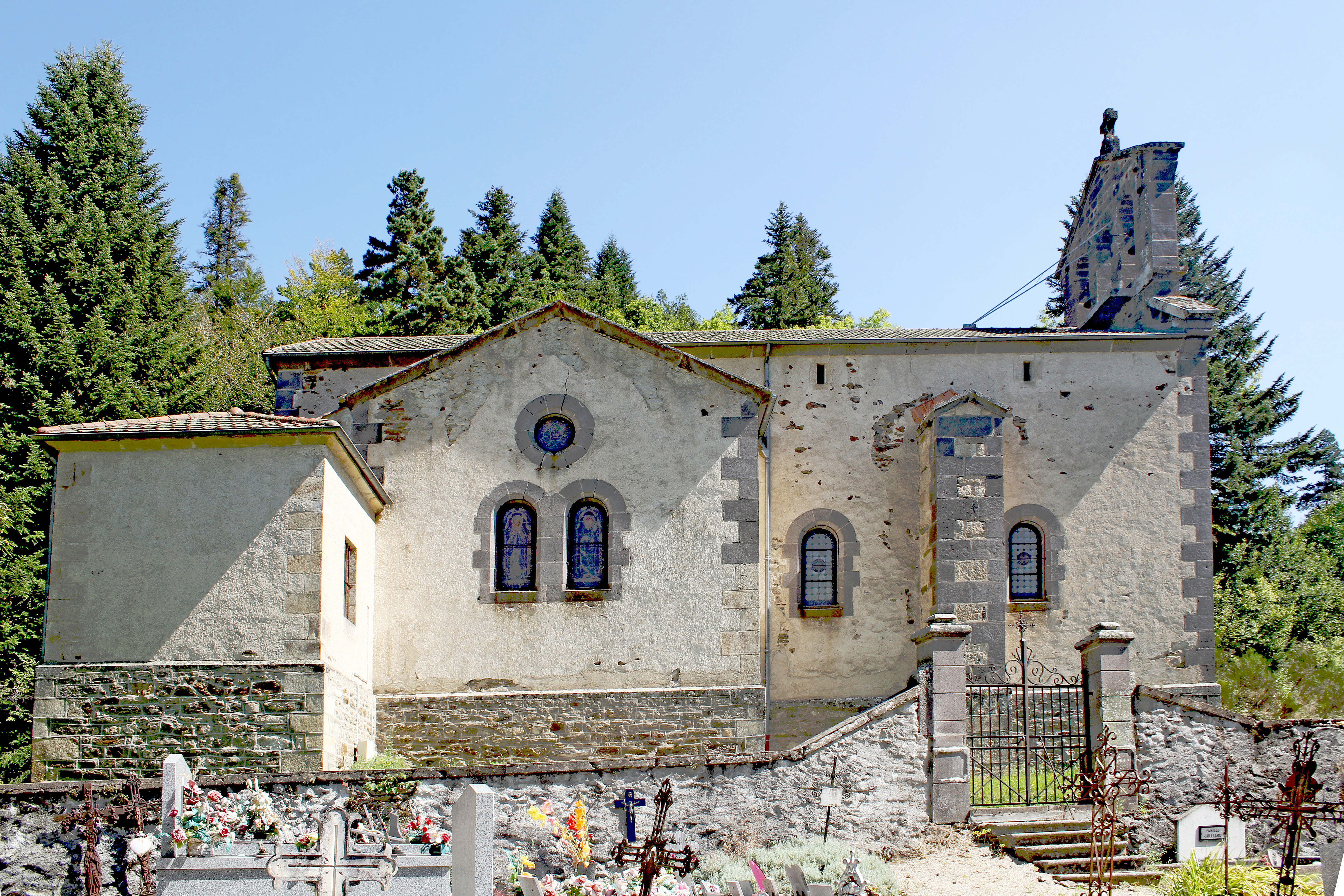
Côté de l'église

- Chapelle de la Trinité

Suivant une légende locale, les habitants de la région la nomme plutôt "chapelle Saint-Dieu-le-Père".
Située au bord d'un chemin dont le gué franchit le ruisseau de Montclard (ou Coutay) près de sa confluence avec le ruisseau de la Trinité, cette chapelle surprend par ses proportions dans un lieu aussi isolé. Toute entourée de forêt, il n'y a à proximité qu'un ancien moulin, et plus haut sur la colline voisine, les ruines du château de Cusse. Elle a été construite à l'emplacement d'un précédent sanctuaire dans la dernière décennie du XIXe siècle par M. Forestier, un entrepreneur de Paulhaguet sur les plans de l'abbé Vernet, de Cistrières. À l'époque le pèlerinage, qui se déroule en ces lieux chaque année le dimanche suivant la Pentecôte, était l'un des plus gros de la région (deux à trois mille personnes),, le prieur en trouva le financement.
Sur un plan se rapprochant des cathédrales gothiques, narthex, nef à trois travées et abside sont distribués derrière une façade surmontée de deux hautes flèches à toits d'ardoise. Les côtés sont restés de l'ancienne construction et ont conservé leurs contreforts au dehors, dedans ils portent encore des traces de fresques. Pillée à plusieurs reprises, cette église présente un intérieur simple occupé de quelques bancs et l'architecture y est très sobre (quelques chapiteaux sculptés).

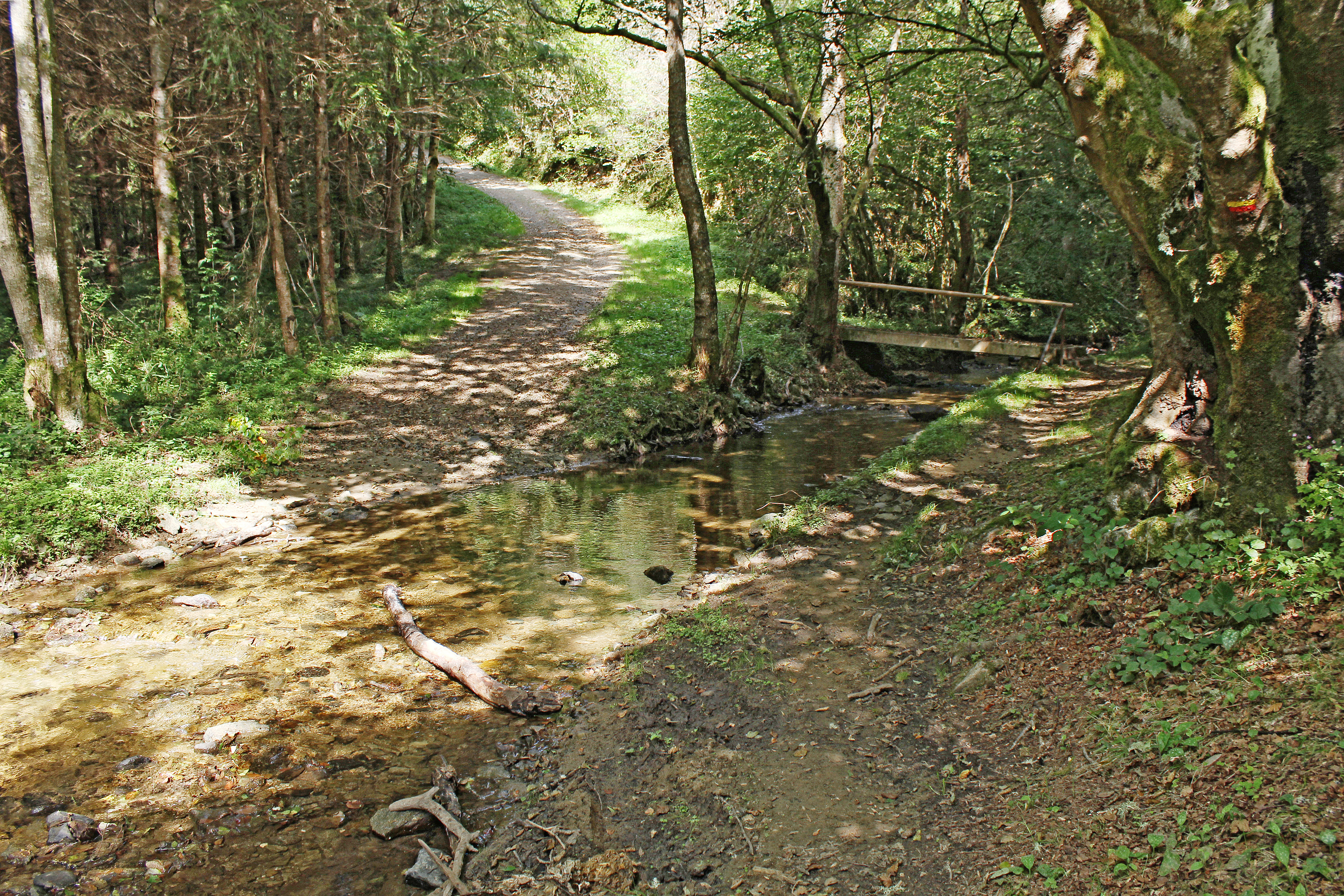
Gué sur le ruisseau de Montclard
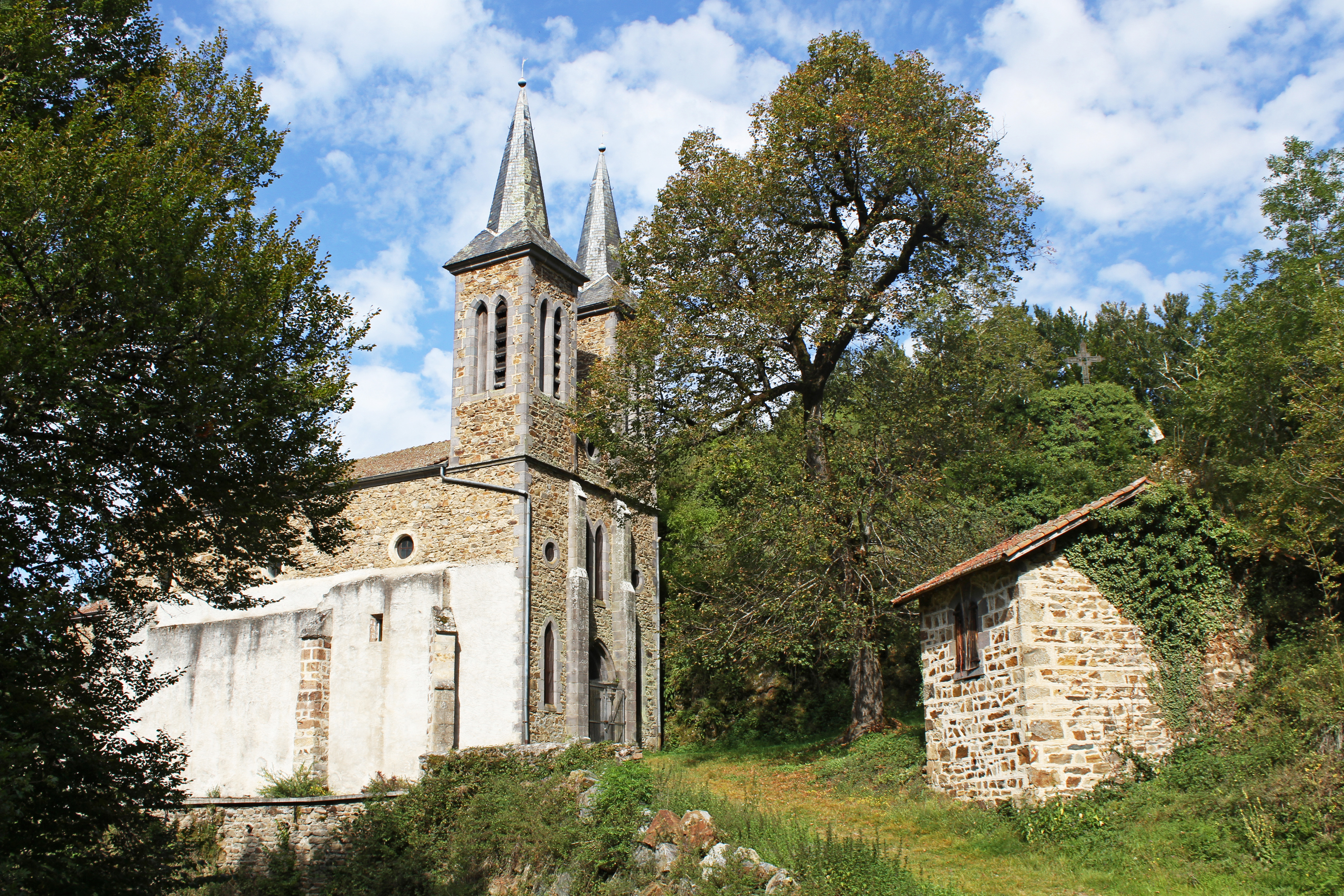
situation de la chapelle en forêt
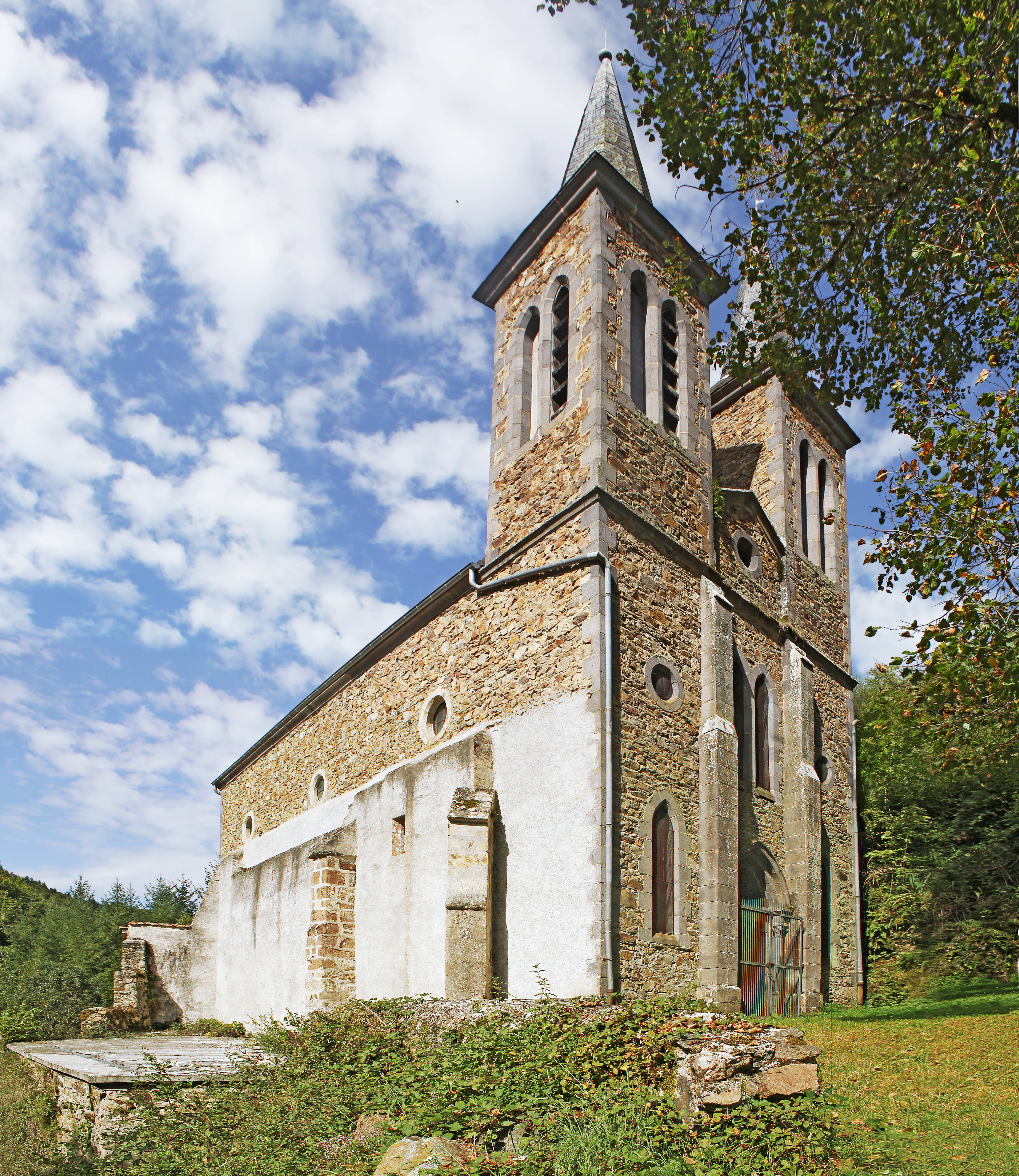
bâtiment de la chapelle de la Trinité
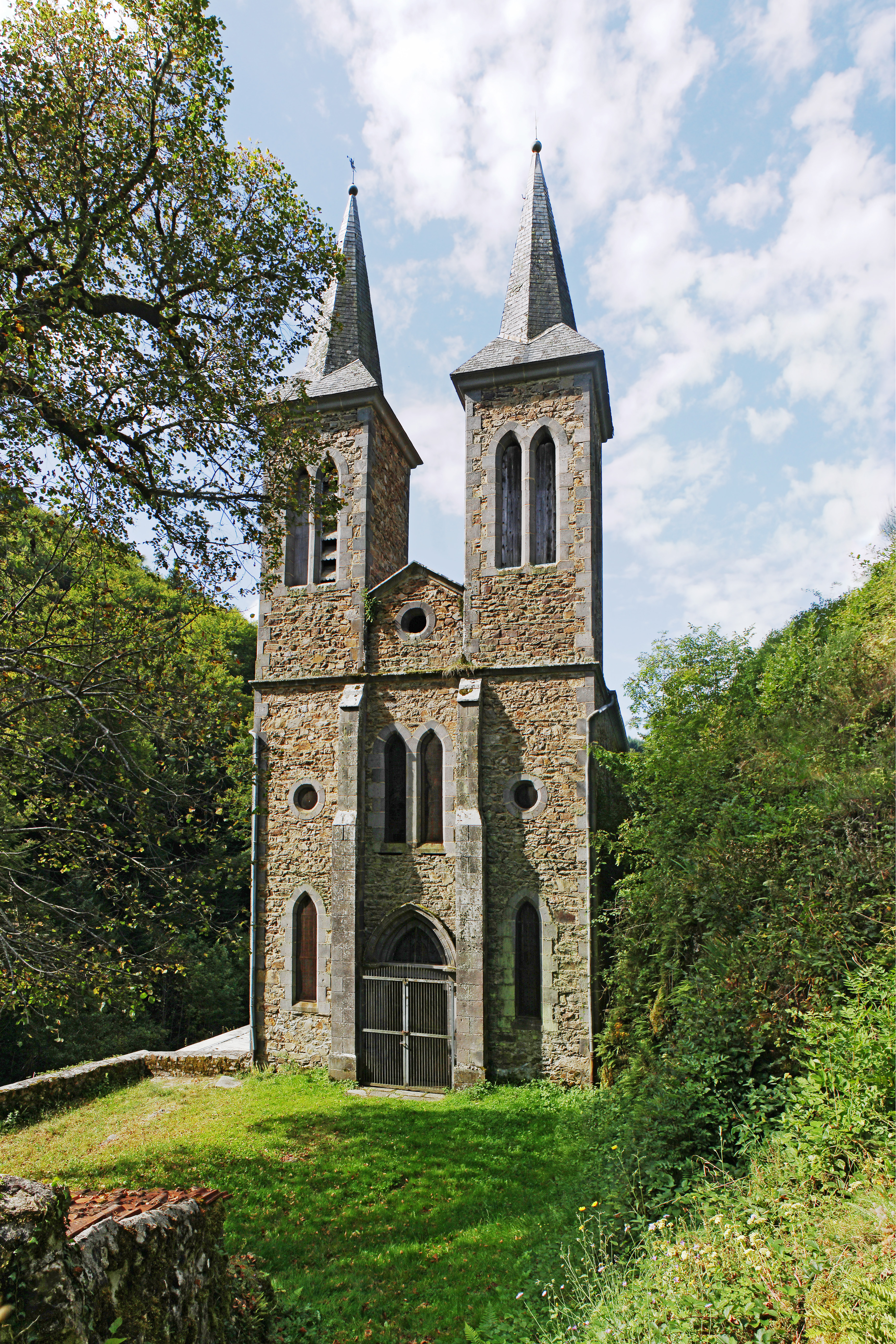
façade de la chapelle de la Trinité

- Ruines du Château de Cusse du XIIe siècle, situées sur une colline (altitude 743 m) près de la chapelle de la Trinité